# Buès
Der Buès (frz.: Ravin du Buès) ist ein kleiner Fluss in Frankreich, der im Département Alpes-de-Haute-Provence in der Region Provence-Alpes-Côte d’Azur verläuft. Er entspringt im Gemeindegebiet von Peyruis, entwässert generell Richtung Süd bis Südost durch ein kaum besiedeltes Gebiet im Grenzgebiet des Regionalen Naturparks Luberon und mündet nach etwa sieben Kilometern an der Gemeindegrenze von Lurs und Ganagobie als rechter Nebenfluss in die Durance. Knapp vor seiner Mündung unterquert er die romanische Brücke Pont du Buès.

## Sehenswürdigkeiten
- Pont du Buès, romanische Brücke über den Fluss – Monument historique[4]